# 徐爱民
徐爱民 （1916年11月—2008年11月），出生于中华民国安徽省濉溪县，1937年参加新四军投入抗日，1938年10月加入中国共产党，中华人民共和国成立后随十八军入藏。历任西藏军区后勤部副政委，西藏军区副政委，成都军区后勤部顾问。1955年荣获三级解放勋章，二级独立自由勋章。
1952年在拉萨创办藏语藏文培训班（后改名为西藏军区干部学校），任教务长(西藏军区政委谭冠三中将兼任党委书记兼校长)。李安宅，于式玉，金鹏，谢国安等知名学者都是学校的教授。
1959年3月发生藏区骚乱。3月20日徐爱民率部队攻占叛乱指挥机关所在地罗布林卡（达赖夏宫），并有效地保护了原有建筑和文物。1962年中印边境战争，徐爱民参与组建前指后勤部（丁盛任前指司令员，简称“丁指”），为战争的胜利提供了有效的后勤保障。